# Teresa Szumigaj
Teresa Maria Szumigaj z d. Kołodziejczyk (ur. 23 stycznia 1936 w Brodach, zm. 2 października 2018) – polska malarka i twórczyni sztuki użytkowej.

## Życiorys
W młodości mieszkała w Szczebrzeszynie. Ukończyła Państwowe Liceum Plastyczne w Zamościu, a następnie studia na Wydziale Tkaniny – specjalizacja tkactwo w Państwowej Wyższej Szkole Sztuk Plastycznych w Łodzi (1964), gdzie uczyła się malarstwa w pracowni Stefana Wegnera i kompozycji w pracowni Stanisława Fijałkowskiego. W 1986 r. ukończyła naukę w Studium Nauczycielskim w Instytucie Kształcenia Nauczycieli w Łodzi. Uczestniczyła w kilkudziesięciu wystawach zbiorowych w kraju i za granicą oraz w licznych wystawach indywidualnych.
Jej prace znajdują się w zbiorach: Muzeum Ziemi Zamojskiej, Muzeum Ziemi Wieluńskiej, Muzeum Sportu w Warszawie, Biura Wystaw Artystycznych w Lublinie, Łodzi, Sieradzu, Tarnowie, Urzędów Miejskich w Łodzi, Monte Cassino, Tarnowa, Zamościa, Centrum Zdrowia Dziecka w Warszawie oraz w kolekcjach prywatnych.

### życie prywatne
Jej mężem był artysta – Andrzej Szumigaj, córką zaś – artystka Anna Szumigaj-Badziak.
Została pochowana na cmentarzu św. Rocha na Radogoszczu w Łodzi.

## Realizacje
- malarstwo ścienne w Łaźni Miejskiej w Łodzi (projekt i realizacja, 1965),
- adaptacja wnętrz zabytkowej kamienicy w Szczebrzeszynie na Izbę Pamięci Historii Miasta (projekt,1967),
- stała wystawa archeologiczna, Muzeum Ziemi Zamojskiej w Zamościu (aranżacja i realizacja, 1967),
- stała wystawa „Martyrologia Dzieci Polskich na Zamojszczyźnie „Zamość” (aranżacja i realizacja, 1968),
- wystrój plastyczny wnętrz statku M/S „Zamość” – projekt i realizacja, (1968),
- malarstwo ścienne na elewacji magazynów meblowych, Łódź, ul. Brukowa (projekt, 1971),
- malowidła ścienne we wnętrzach Cefarm, Łódź, ul. Legionów (projekt i realizacja, 1972),
- mozaika w aptece, Łódź, ul. Obrońców Pokoju (projekt i realizacja, 1975),
- malarstwo ścienne na elewacji budynku przy zbiegu ulic Al. Kościuszki i Żwirki w Łodzi (projekt, 1986),
- liczne projekty i realizacje malarstwa ściennego i mozaik dla przedsiębiorstw państwowych przemysłu lekkiego[4].

## Wystawy

### Indywidualne
- Salon BWA w Zamościu (1968)
- Wystawa malarstwa, Łódź, Galeria Teatru Wielkiego w Łodzi (1975)
- Galeria BWA w Lublinie (1977)
- Salon Sztuki Współczesnej w Łodzi (1978)
- Galeria Rzeźby SBWA w Warszawie (1980)
- Salon BWA „Baszta Czarownic” w Słupsku (1980)
- Galeria BWA w Tarnowie (1981)
- Galeria Łódzka Muzeum Historii Miasta Łodzi (1994)
- Ośrodek Edukacyjno-Muzealny Roztoczańskiego Parku Narodowego w Zwierzyńcu (2000)
- Galeria „U Panien”, Piotrków Trybunalski (2005)[4]

### Zbiorowe
- 1966: XX Doroczna Wystawa Okręgu Łódzkiego ZPAP, Malarstwo, Grafika, Rzeźba. Łódź, Ośrodek Propagandy Sztuki
- 1967: Doroczna Wystawa Okręgu Łódzkiego ZPAP, Malarstwo, Grafika, Rzeźba. Łódź, Ośrodek Propagandy Sztuki
- 1968:

- Doroczna Wystawa Okręgu Łódzkiego ZPAP, Malarstwo, Grafika, Rzeźba. Łódź, Ośrodek Propagandy Sztuki
- Wystawa Pokonkursowa na obraz i rzeźbę dla członków Okręgu Łódzkiego ZPAP, Malarstwo, Grafika, Rzeźba. Łódź, Ośrodek Propagandy Sztuki

- 1969:

- Wystawa Pokonkursowa na Portret Działacza Ziemi Łódzkiej, Łódź, Sieradz, Pabianice, Piotrków Trybunalski – Galerie BWA
- Wystawa malarstwa ze zbiorów Muzeum Ziemi Łódzkiej, Lublin, Zamek

- 1970:

- Doroczna Wystawa Okręgu Łódzkiego ZPAP, Malarstwo, Grafika, Rzeźba. Łódź, Ośrodek Propagandy Sztuki: VIII Ogólnopolska Wystawa Malarstwa „Bielska Jesień
- Bielsko-Biała, Pawilon Wystawowy ZPAP

- 1971: Doroczna Wystawa Okręgu Łódzkiego ZPAP, Malarstwo, Grafika, Rzeźba. Łódź, Ośrodek Propagandy Sztuki
- 1972: Doroczna Wystawa Okręgu Łódzkiego ZPAP, Malarstwo, Grafika, Rzeźba. Łódź, Ośrodek Propagandy Sztuki
- 1973:

- Doroczna Wystawa Okręgu Łódzkiego ZPAP, Malarstwo, Grafika, Rzeźba. Łódź, Ośrodek Propagandy Sztuki: Wystawa Pokonkursowa Okręgu Łódzkiego ZPAP na Obraz i Gobelin. Łódź, Ośrodek Propagandy Sztuki. Wyróżnienie za obraz.
- Wystawa Pokonkursowa Okręgu Łódzkiego ZPAP na Grafikę i Rysunek. Łódź, Salon Sztuki Współczesnej

- 1974:

- VII Festiwal Polskiego Malarstwa Współczesnego, Szczecin, Zamek Książąt Pomorskich
- III Ogólnopolska Wystawa Malarstwa i Grafiki. Tarnów, Galeria BWA
- Wystawa Pokonkursowa Okręgu Łódzkiego ZPAP na Grafikę i Rysunek, Łódź, Salon Sztuki Współczesnej Doroczna Wystawa Okręgu Łódzkiego ZPAP, Malarstwo, Grafika, Rzeźba. Łódź, Ośrodek Propagandy Sztuki
- Współczesna Sztuka Polska Zaangażowana Politycznie i Społecznie Łódź’74. Malarstwo, Grafika. Łódź, Ośrodek Propagandy Sztuki

- 1975: Doroczna Wystawa Okręgu Łódzkiego ZPAP, Malarstwo, Grafika, Rzeźba. Łódź, Ośrodek Propagandy Sztuki
- 1976:

- IV Ogólnopolska Wystawa Malarstwa i Grafiki, Tarnów
- VIII Festiwal Polskiego Malarstwa Współczesnego. Szczecin, Zamek Książąt Pomorskich

- 1977:

- Wystawa malarstwa towarzysząca Targom Sztuki Współczesnej „Contaart’77”. Łódzkie Środowisko Plastyczne. Lidzbark Warmiński, Zamek
- Doroczna Wystawa Okręgu Łódzkiego ZPAP, Malarstwo, Grafika, Rzeźba. Łódź, Ośrodek Propagandy Sztuki
- Łódzkie Środowisko Plastyczne, wystawa zbiorowa, Muzeum Warmii i Mazur, Olsztyn

- 1978: Ogólnopolska wystawa malarstwa i grafiki „Dziecko w sztuce”, Biuro Wystaw Artystycznych, Warszawa
- 1979:

- Dziecko w Malarstwie. Wystawa Ogólnopolska. Warszawa, Galeria Sztuki „Plastyka”
- Wystawa poplenerowa malarstwa, grafiki, rzeźby, fotografiki III Pleneru Olimpijskiego Spała 77. Łódź, Galeria Sztuki BWA
- Dziecko w Sztuce. Ogólnopolska Wystawa Malarstwa i Grafiki. Zamość, Salon BWA
- Portret Województwa Sieradzkiego. Portret Miasta Wielunia i okolic. Wystawa poplenerowa. Wieluń, Muzeum Ziemi Wieluńskiej. Sieradz, Galeria BWA
- Doroczna Wystawa Okręgu Łódzkiego ZPAP, Malarstwo, Grafika, Rzeźba. Łódź, Ośrodek Propagandy Sztuki W Kręgu Metafory. Wystawa malarstwa ze zbiorów BWA w Łodzi. Lipsk-NRD

- 1980:

- Wystawa Prac Artystów Plastyków wywodzących się z Zamościa i Zamojszczyzny, Zamość, Galeria BWA
- V Ogólnopolska Wystawa Malarstwa i Grafiki Tarnów’80, Tarnów, Galeria BWA
- Wystawa Poplenerowa. Malarstwo, grafika, fotografia. VI Plener Olimpijski Spała,1979, Łódź, Galeria Sztuki BWA

- 1981:

- Twórcy’81. Wystawa malarstwa, Łódź, Ośrodek propagandy Sztuki:
- II Ogólnopolska Wystawa Malarstwa „Kwiaty Polskie”, Tarnów, Nowy Sącz, Zakopane, Galerie BWA 35 Jubileuszowy Ogólnopolski Salon Zimowy Plastyki Radom
- Malarstwo, rysunek, rzeźba. Radom, Muzeum Okręgowe:
- W kręgu Towarzystwa Przyjaciół Sztuk Pięknych w Łodzi. Łódź, Galeria Sztuki BWA

- 1982: Sieradzki Plener Plastyczny. Portret Województwa Sieradzkiego-Portret Działoszyna i okolic. Wystawa Poplenerowa. Sieradz: Wystawa malarstwa. Galeria Duszpasterstwa Akademickiego „Węzeł”, Parafia Św. Teresy, Łódź
- 1983: Polska Sztuka. Wystawa malarstwa i rzeźby. Kritiansand, Arbeiderem-Norwegia
- 1985: Kwiaty Polskie. Wystawa malarstwa. Ośrodek Kultury Polskiej – Budapeszt, Węgry
- 1991: Wystawa promocyjna malarstwa polskiego zorganizowana przez Voyageur East Trading Company w Bostonie. Nowy York, Waszyngton, Boston-USA
- 1993:

- Wystawa malarstwa. Łódź, Klub ZPAP „Piwnica”
- Wystawa Pokonkursowa na Portret Działacza Ziemi Łódzkiej, Łódź, Sieradz, Pabianice, Piotrków Trybunalski – Galerie BWA: Wystawa malarstwa ze zbiorów Muzeum Ziemi Zamojskiej, Lublin, Zamek

- 1995: 50-lecie Liceum Plastycznego w Zamościu – Wystawa Absolwentów, Muzeum Okręgowe w Zamościu, Zamość
- 2001: Wystawa zbiorowa, wystawa z inicjatywy Instytutu pamięci Narodowej i Duszpasterstwa Akademickiego „Węzeł”, Łódź, Galeria „Węzeł”, Parafia Św. Teresy
- 2003: Wystawa poplenerowa „Załęczańskie krajobrazy”, Ośrodek szkoleniowo-Wypoczynkowy ZHP „Nadwarciański Gród”, Załęcze Wielkie
- 2004: Wystawa poplenerowa poświęcona Arturowi Grottgerowi, Międzynarodowy plener malarski w Dyniskach
- 2005: III Ogólnopolskie Biennale Malarstwa i Tkaniny Unikatowej „Radość Wolności”, TrójmiastoArtur Grottger, wystawa malarstwa, Tomaszów Lubelski
- 2006:

- Artyści Swojemu Miastu, Szczebrzeszyn
- Wystawa zbiorowa „W kręgu Grzegorzewskiego”, Akademia Sztuk Pięknych, Łódź

- 2007: Wystawa poplenerowa „Śladami historii i zabytków powiatu pleszewskiego”, Pleszew
- 2008:

- Artyści Swojemu Miastu, Szczebrzeszyn
- Wystawa poplenerowa „Załęczańskie krajobrazy”, Ośrodek szkoleniowo-Wypoczynkowy ZHP „Nadwarciański Gród”, Załęcze Wielkie

- 2010: Artyści Swojemu Miastu, Szczebrzeszyn
- 2011: Wystawa zbiorowa malarstwa z okazji jubileuszu 100-lecia ZPAP, Łódź, Galeria ZPAP „Na piętrze”: Artyści Swojemu Miastu, Szczebrzeszyn
- 2012: Wystawa Artystów Łódzkich „Łódź w Warszawie”, Galeria ZPAP, Warszawa
- 2013: Artyści Swojemu Miastu, Szczebrzeszyn[4]

## Wyróżnienia
- Nagroda Ministra Kultury i Sztuki za osiągnięcia w dziedzinie kultury (1989)
- Odznaka „Zasłużony Działacz Kultury” (2005)
- Dyplom za udział w pracach społecznych na rzecz środowiska artystycznego w Łodzi (2011)[4]